# Вірус гепатиту ТТ
Вірус гепатиту ТТ (англ. Transfusion-Transmitted Virus/ TTV) — вірус, який належить до негативно спрямованих одноланцюгових кільцевих ДНК-вірусів родини Circinoviridae. Є збудником маловивченого поширеного в світі гепатиту ТТ.

## Структура
Розміри TTV знаходяться в межах 30-50 нм. Віріон сферичної форми, не має ліпідної оболонки. Геном TTV - одноланцюгова кільцева ДНК, яка складається з 3852 нуклеотидів. Полярність геному негативна (ДНК-). Послідовність у 113 нуклеотидів у позиції 3740-3852 складається на 89% із гуаніну та цитозину з багатьма повторами. У дільниці геному 1440 по 1827 нуклеотид розташована гіперваріабельна дільниця. Геном ТТV має дві великі відкриті рамки зчитування, які кодують відповідні поліпептиди у 202 і 770 амінокислот, а також декілька малих відкритих рамок зчитування. Плавуча густина віріонів у градієнті СѕС складає 1,31-1,34 г/см³, тоді як у градієнті нейтральної сахарози (після обробки твіном-80) - 1,26 г/см³.

### Епідеміологія
Відзначено повсюдне, проте нерівномірне поширення вірусу серед населення різних країн світу, в тому числі серед населення Японії, Франції, Іспанії, Німеччини, Росії, Монголії, Таїланду, Пакистану, Колумбії, Конго, Судану, Австралії. Більшість досліджень проводились серед донорів крові. Так, наприклад, у Росії при дослідженні крові первинних донорів виявлено широке розповсюдження TTV серед населення різних регіонів - ДНК TTV виявлялася практично у половини обстежених осіб. У країнах Європи ДНК TTV виявляється у 1,9-16,7% здорових донорів крові. У країнах Азії частота виявлення геному цього вірусу значно вища і коливається від 11,0% до 42,0%. У країнах Північної та Південної Америки виявлено значні розбіжності в частоті індикації ДНК ТТV серед донорів: від 1,0% у США до 62,0% у Бразилії. Розповсюдження TTV на території Африки більш інтенсивне і нерівномірне. В окремих країнах частота виявлення ДНК TTV сягає 83% (Гамбія).
При проведенні аналогічних досліджень серед груп підвищеного ризику зараження гепатитами 3 парентеральним механізмом передачі виявлено, що частота індикації ДНК ТTV в них у 2 і більше разів вища, ніж серед здорових донорів крові. Так, серед хворих із хронічними хворобами печінки, які проживають у Монголії, частота виявлення ДНК ТТV сягала 60,2%. Серед хворих Японії, яким було зроблено пересадку печінки, ДНК ТТV виявлялась у 60 % осіб. Дослідження сироваток крові пацієнтів, що перебували на гемодіалізі, показало, що практично одна третина з них інфіковані ТТV. Високі показники інфікування TTV зареєстровані серед хворих на гемофілію (до 75%) та бетаталасемію (до 93,5%).
У хворих з гепатокарциномою та декомпенсованим цирозом печінки ДНК ТТV виявлялася частіше, ніж у хворих на хронічний ГС, проте перехід цирозу печінки в гепатокарциному не залежав від наявності ДНК ТТV. Встановлено, що ДНК TTV виявлялася в однаковому відсотку у хворих на гепатокарциному незалежно від того, чим був спричинений рак печінки (НВV, НСV чи невідомої етіології).
Заслуговують на увагу повідомлення про те, що ТТV виявляється не тільки у хворих на гепатити невідомої етіології та в асоціації з НВV і НСV, а також у людей з гематологічними та онкогематологічними захворюваннями.
Обстеження біологічних секретів хворих людей виявило ДНК ТTV у сім'яній рідині у 23,1%, у секретах піхви - 30,8 %, у цервікальному слизі - 63,6% і в слині у 60% осіб.
Встановлено, що гемотрансфузії є головним шляхом передачі вірусу здоровим реципієнтам. Вивчення епідеміології TTV дозволяє стверджувати, що передача вірусу можлива не лише при переливанні крові, а й при введенні наркотиків, а також перинатально - від інфікованої матері до дитини. Підтвердженням цього є виявлення ДНК ТТV у дітей, народжених від матерів-носіїв TTV, через 4 місяці після народження.
За можливість реалізації фекально-орального механізму передачі свідчать такі чинники:
-відсутність чіткої залежності частоти виявлення ДНК TTV від парентерального навантаження; 
-більше розповсюдження ТTV серед сільського населення у країнах, що розвиваються, та серед людей старшої вікової групи; 
-виявлення ДНК вірусу у зразках жовчі та у фекаліях; 
-родинна близькість до парвовірусів, окремим представникам яких теж притаманний фекально-оральний механізм передачі; 
-зависокі показники частоти виявлення ДНК TTV серед осіб, що мають антитіла до вірусу гепатиту А; 
-офіційно зареєстрований спалах гострого TTV-гепатиту У Китаї 381 студента технікуму з доведеним фе- кально-оральним механізмом передачі (доведена наявність ДНК ТTV у всіх хворих при повній відсутності маркерів будь-якого іншого гепатиту).

## Генотипи
Вивчення сотень штамів TTV, виділених у різних регіонах світу, показали їх нуклеотидну неоднорідність. Це дало підстави поділити їх на 16 генотипів (G1-G16). Всередині кожного генотипу визначені субтипи, які мають відмінності в нуклеотидних послідовностях у межах 11-15 %. Так, серед виділених штамів генотипів G1 і G2 виявлено субтипи G1a, G1b, G2a, G2b, G2c, G2d, G21. Найбільш по- ширеними субтипами є G1a i G1b.

## Вірусологічна діагностика
TTV проводиться тільки за допомогою ПЛР у спеціальних лабораторіях науково-дослідних центрів високорозвинених країн. Є повідомлення про те, що розробляються тест-системи для ІФА з метою виявлення анти-TTV IgM та IgG.